# HD 31975
HD 31975 ( eller HR 1606) är en dubbelstjärna i den norra delen av stjärnbilden Taffelberget, som också har Bayer-beteckningen 15 G Mensae. Den har en skenbar magnitud av ca 6,28 och är mycket svagt synlig för blotta ögat där ljusföroreningar ej förekommer. Baserat på parallax enligt Gaia Data Release 2 på ca 30,8 mas, beräknas den befinna sig på ett avstånd på ca 106 ljusår (ca 32 parsek) från solen. Den rör sig bort från solen med en heliocentrisk radialhastighet på ca 27 km/s.

## Egenskaper
Primärstjärnan HD 31975 är en gul till vit stjärna i huvudserien av spektralklass F9 V Fe-0.5. som har ett svagt underskott av järn i dess spektrum. 
Den har en massa som är ca 1,1 solmassor, en radie som är ca 1,5 solradier och har ca 2,8 gånger solens utstrålning av energi från dess fotosfär vid en effektiv temperatur av ca 6 200 K.
Washington Double Star Catalog listar en svag följeslagare av spektralklass M5, separerad med 16,5 bågsekunder, som är relaterad till stjärnan.